# Ceroplastes pseudoceriferus
Ceroplastes pseudoceriferus är en insektsart som beskrevs av Green 1935. Ceroplastes pseudoceriferus ingår i släktet Ceroplastes och familjen skålsköldlöss. Inga underarter finns listade i Catalogue of Life.